# Epidurální hematom

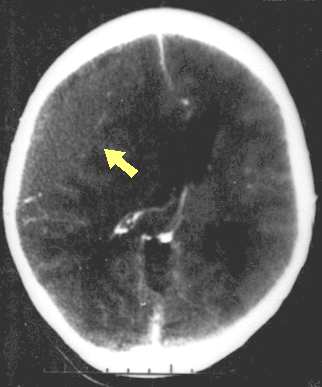
Šipka ukazuje na organizující se epidurální hematom, který způsobuje posun levé hemisféry doprava a útlak mozkové komory.

Epidurální neboli extradurální hematom je krevní kolekce mezi tvrdou plenou mozkovou (dura mater) a kostmi lebky (kalvou). Vzniká nejčastěji na podkladě tepenného krvácení, a to ponejvíce krvácením z arteria meningea media. V oblasti mozečku bývají zdrojem krvácení žilní splavy (venózní siny). Ve věku nad 60 let se epidurální krvácení vyskytuje spíše vzácně, protože tvrdá plena mozková lpí pevně ke kosti.
Epidurální hematom mívá spíše čočkovitý tvar (na rozdíl od subdurálního hematomu, které má tvar spíše poloměsíčitý), protože tvrdá plena mozková za normálních okolností těsně naléhá na kosti lebky, vznikající hematom odtlačuje tyto dvě struktury od sebe a nejvíce postupuje cestou nejmenšího odporu, tedy utlačuje mozek. Následkem většího epidurálního hematomu může být útlak některé části mozku, který se může projevit například poruchou vědomí, parézou či poruchou řeči, nebo může dojít k posunu některých částí mozku, k tzv. herniaci. Vinou přítomnosti hematomu uvnitř lebky narůstá intrakraniální tlak (tlak uvnitř lebky), a tím se zhoršuje prokrvení mozku.
Patří do kategorie tzv. sekundárních poranění mozku – jedná se o poranění, která vznikají jako opožděný následek traumatut. Dochází k němu při 1–3 % poranění hlavy, 15–20 % osob na jeho následky umírá[zdroj?].

## Klinický obraz

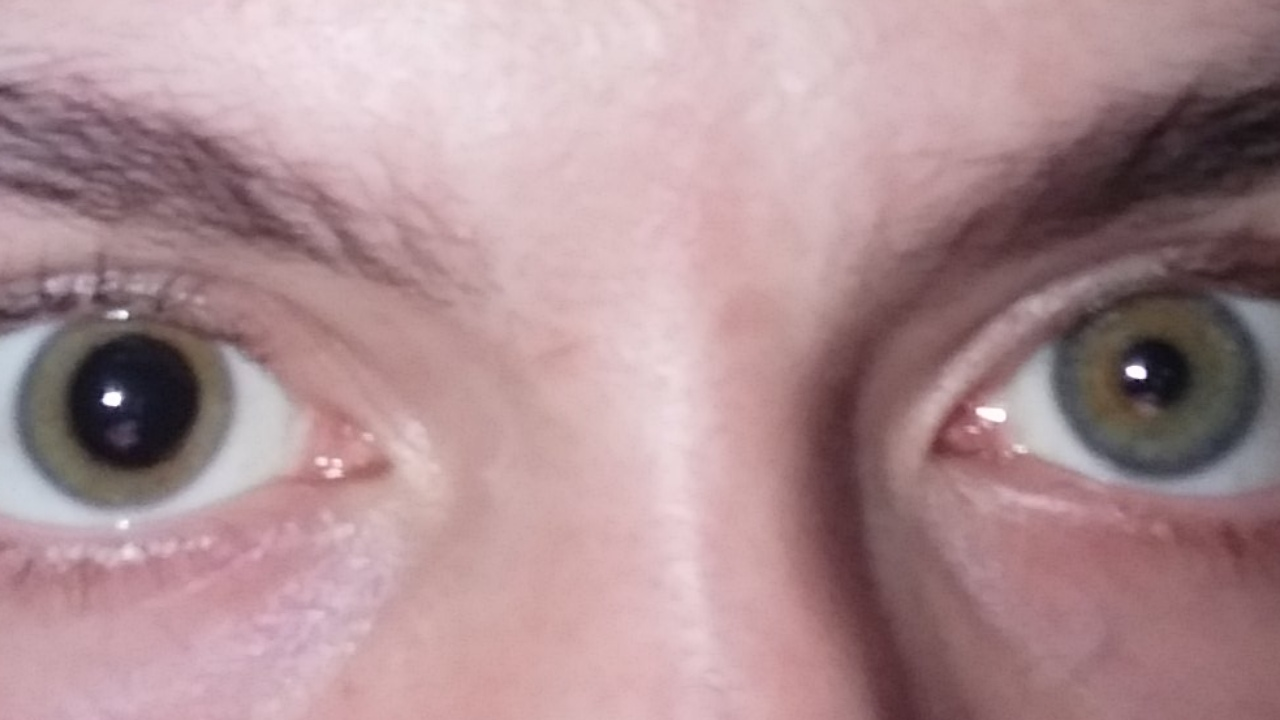
Mydriáza vpravo

Malé epidurální hematomy se nemusejí navenek nijak projevit, jsou tzv. asymptomatické.
Větší hematomy mohou mít různé projevy:
- ložiskové příznaky (výpadky různých mozkových funkcí)
- porucha vědomí
- anizokorie (rozdíl ve velikosti zornic) jako důsledek komprese nervus oculomotorius jako počáteční příznak temporální herniace (v 85 % je mydriáza (rozšíření zornice) na straně hematomu)
- hemiparéza (tedy paréza levé či pravé poloviny těla) na opačné straně než hematom
- u třetiny pacientů je tzv. lucidní interval – po úrazu je nejprve vědomí zachováno, až poté se začnou projevovat příznaky

## Diagnóza
Hematom je vidět při CT vyšetření jako bikonvexní hyperdenzní útvar u kostí lebky, často u místa zlomeniny.

## Léčba
Neurochirurgické odstranění hematomu a podvaz krvácející arterie, venózní krvácení lze léčit konzervativně za monitorace CT.